# Johan Lefstad
Johan Lefstad (1870 – 1948) è stato un pattinatore artistico su ghiaccio norvegese.

## Palmarès
| Evento               | 1893 | 1894 | 1895 | 1896 | 1897 | 1898 | 1899 | 1900 | 1904 |
| -------------------- | ---- | ---- | ---- | ---- | ---- | ---- | ---- | ---- | ---- |
| Campionati mondiali  |      |      |      |      | 3°   |      |      |      |      |
| Campionati europei   | 8°   |      |      |      |      | 2°   |      | 4°   |      |
| Campionati norvegesi |      | 1°   | 1°   | 1°   | 1°   |      | 1°   | 1°   | 1°   |